# David Hilbert

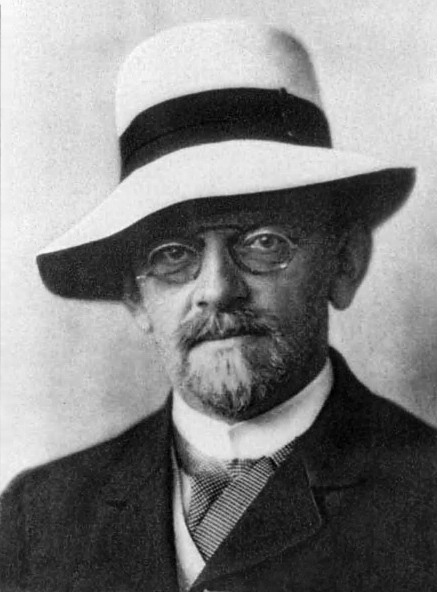
David Hilbert in 1912

David Hilbert (Koningsbergen (Oost-Pruisen), 23 januari 1862 – Göttingen, 14 februari 1943) was een Duits wiskundige die wordt gerekend tot de invloedrijkste wiskundigen van de negentiende en begin twintigste eeuw. Alleen al zijn eigen ontdekkingen zouden hem deze eer geven, maar vooral zijn leidinggevende rol in de wiskunde gedurende zijn leven en de door hem opgezette 'kweekschool' van jonge veelbelovende en later veelal zeer belangrijke wiskundigen, zijn wat hem onderscheidt. Hij was gedurende het grootste deel van zijn carrière hoogleraar in de wiskunde aan de Universiteit van Göttingen. Hilbert was ook een aantal jaar redacteur van het Duitse wiskundige tijdschrift Mathematische Annalen.

## Biografie

### Jonge jaren
Zijn vader was jurist en stamde uit een oude Pruisische familie van juristen. Zijn moeder kwam uit een beroemd Koningsberger koopmansgeslacht. Hij had nog een jongere zuster die echter op 28-jarige leeftijd overleed.
Al vroeg bleek David Hilbert uitzonderlijk talent voor wiskunde te hebben en zijn leraren raadden hem aan daarin verder te studeren. Hilbert was het daar mee eens en ging studeren aan de Albertina-universiteit van Koningsbergen. Hij was daar goed op zijn plaats, want deze universiteit had een van de belangrijkste wiskundefaculteiten van Europa in die tijd. Hilbert leerde daar de later eveneens beroemde Hermann Minkowski kennen en ze werden levenslange vrienden. Na zijn studie wiskunde in 1885 afgesloten te hebben, ging hij aan het werk als docent aan verschillende universiteiten om ervaring op te doen, o.a. Leipzig, Zürich en Heidelberg.

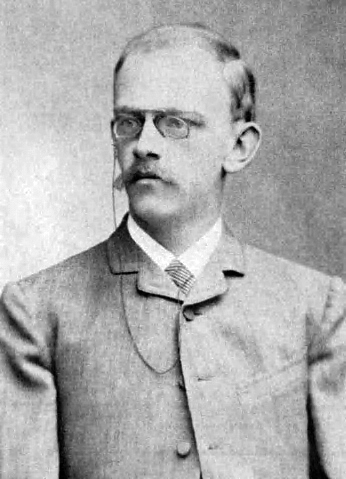
Hilbert in 1886 als jonge docent

In 1892 trouwde hij met zijn jeugdvriendin Käthe Jerosch (1864-1945); ze kregen samen een zoon: Franz Hilbert (1893-1969). Franz bleek echter geestelijk instabiel te zijn en al snel was het nodig dat hij opgenomen werd, waardoor hij het grootste deel van zijn leven in een psychiatrische inrichting verbleef. Hilberts kille reactie op deze tragische gebeurtenis was dat hij zei dat hij geen zoon meer had. Deze opstelling tegenover hun zoon bemoeilijkte de relatie met zijn vrouw, maar ze bleven ondanks dit toch bij elkaar. Van 1886 tot 1895 was David Hilbert hoogleraar aan de universiteit van Koningsbergen. Hier deed hij al verschillende belangrijke ontdekkingen, zoals de naar hem genoemde basisstelling van Hilbert, en werkte hij door andere wiskundigen ontwikkelde stellingen en axioma's, zoals die van Paul Gordan, nog verder uit. Zijn faam verspreidde zich hierdoor al snel onder de wiskundigen van Europa.

### Göttingen
Op uitnodiging van de beroemde wiskundige Felix Klein ging hij in 1895 aan de slag als hoofd van de wiskundige faculteit aan de Georg-August-Universität Göttingen. Daar bleef hij de rest van zijn leven. Hilbert was daar werkzaam toen deze universiteit, mede door zijn promotiearbeid, de meest prominente verzameling wiskundigen ter wereld huisvestte. Hier deed hij ook de meeste van zijn ontdekkingen. Hilbert legde hier, in samenwerking met zijn beste leerlingen, veel van het wiskundige fundament voor de kwantummechanica, met name het concept van de Hilbertruimte. Verder legde hij met zijn studenten, zoals de latere schaakkampioen Emanuel Lasker en later beroemde wiskundigen en filosofen als Hermann Weyl, Ernst Zermelo, Carl Gustav Hempel, Emmy Noether, Alonzo Church en John von Neumann grotendeels de richting vast waarin de wiskunde van de 20e eeuw zich zou ontwikkelen. Hilbert reisde ook veel en gaf regelmatig lezingen op congressen van mathematici en gastcolleges aan de belangrijkste universiteiten van Europa. Zijn verdiensten werden vrijwel unaniem erkend door de wiskundige wereld en hij kreeg vele onderscheidingen en eredoctoraten aangeboden. Na een lang en vruchtbaar wetenschappelijk leven ging David Hilbert in 1930 met emeritaat maar verzorgde nog geregeld lezingen en gastcolleges.

### Laatste jaren
De nazi's maakten echter, in de jaren na 1933, een eind aan de vooraanstaande plaats van de Göttinger universiteit, toen de Jodenvervolging begon na het invoeren van de rassenwetten van Neurenberg. Vele belangrijke wiskundigen, bijna allemaal persoonlijke vrienden van Hilbert, waarvan vele joden waren of getrouwd met joden, vertrokken naar het buitenland en daarmee hield Hilberts 'kweekschool' vrijwel op te bestaan. Hilbert werd weleens door zijn vrienden gevraagd om hen achterna te reizen maar de inmiddels hoogbejaarde Hilbert zag daar het nut niet van in voor de korte tijd die hij waarschijnlijk nog maar te leven had. Zijn familie woonde in Duitsland en als niet-jood had hij niet te lijden onder naziracisme. En zo was hij als beroemde wiskundige zowat alleen overgebleven. Bij een banket vroeg de nieuwe naziminister van onderwijs Bernhard Rust hoe het nu ging met de wiskunde in Göttingen nu alle joden 'verwijderd' waren. Hilbert antwoordde: "Wiskunde in Göttingen? Waar heb je het over? Die bestaat niet meer. Jullie hebben die om zeep geholpen!" Göttingen heeft zijn prominente plaats als centrum van de wiskunde nooit meer herkregen.

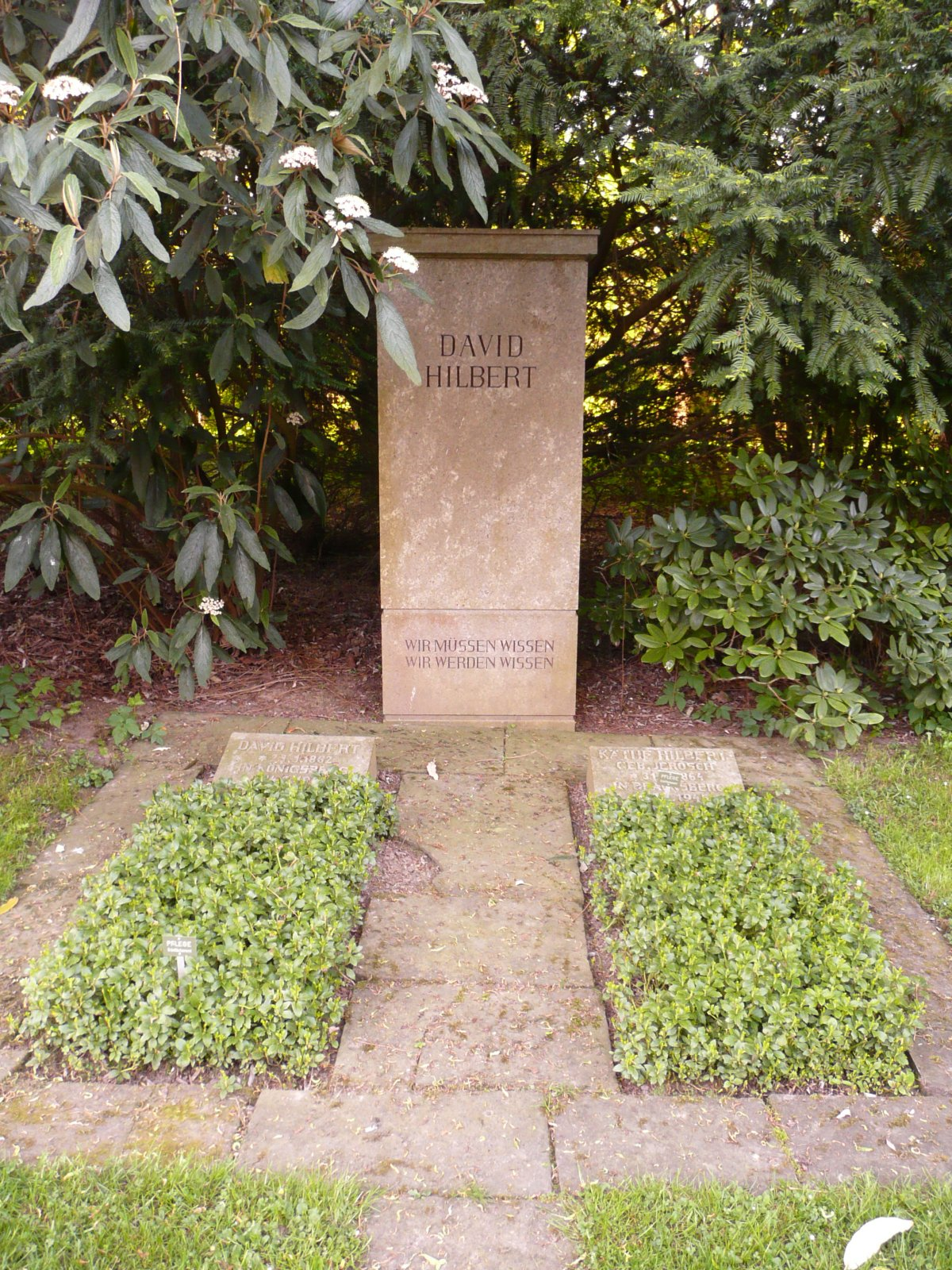
Hilberts graf in Göttingen:
WIR MÜSSEN WISSEN
WIR WERDEN WISSEN

Toen Hilbert in 1943 overleed, midden in de Tweede Wereldoorlog, waren er buiten zijn directe familie nauwelijks belangstellenden bij zijn begrafenis. Maar in de Verenigde Staten, waar de meeste van zijn vrienden toen woonden en werkten, werden veel herdenkingsdiensten gehouden. Op zijn graf in Göttingen staan zijn beroemde woorden:
"Wir müssen wissen - Wir werden wissen"

## Bijdragen aan de wiskunde
Hij is onder andere bekend vanwege zijn bijdragen aan de:
- algebraïsche meetkunde
- algebraïsche getaltheorie
- meetkunde
- logica

Daarnaast is hij de grondlegger van de functionaal- of lineaire analyse, waarin Hilbertruimtes een centrale rol spelen, en hij is beroemd
om zijn 23 problemen voor de twintigste eeuw, die hij opgaf tijdens een voordracht op het Internationaal Wiskundecongres van 1900.
Minder bekend is dat Hilbert in 1915 op het spoor was van de principes van de algemene relativiteitstheorie maar dat voordat hij zijn conclusies kon publiceren Albert Einstein hem voor was. Hilbert was daar niet echt rouwig om en gunde Einstein zijn primeur. Later werkten ze zelfs samen om de wiskundige aspecten van deze theorie verder uit te werken.
Hilbert speelde een hoofdrol in de grondslagenstrijd van de wiskunde, tussen het formalisme zoals dat door Hilbert en Weyl werd voorgestaan, en het intuïtionisme van de Nederlandse wiskundige L.E.J. Brouwer. Hilbert had een speciaal programma opgesteld om te komen tot een volledige en consistente axiomatisatie van de gehele wiskunde. Volledig wil zeggen dat van alle syntactisch correcte uitspraken binnen een formeel systeem de waarheid of onwaarheid bewezen kan worden. Consistent wil zeggen dat uit dit systeem geen onderling strijdige uitspraken kunnen worden afgeleid. Hilbert wilde de consistentie van wiskundige systemen afleiden uit de veronderstelling dat de "eindige rekenkunde" (een niet controversieel deelsysteem van de gebruikelijke rekenkunde van de positieve gehele getallen) consistent was. Hilbert vatte zijn optimisme, om uiteindelijk te komen tot een volledige beschrijving van de wiskundige grondslagen, samen in zijn beroemde uitspraak: "Wir müssen wissen - Wir werden wissen!" (Wij moeten (het) weten - wij zullen (het) weten!)
Het formalisme kreeg echter een zware klap te verduren door de publicatie in 1931 van de onvolledigheidsstellingen van Gödel, die wezen op de onvermijdelijke beperkingen van formele systemen die minimaal de elementaire rekenkunde bevatten. De strijd ging echter door en er werd pas in de jaren 50 een compromis bereikt, waarbij verschillende gezichtspunten mogelijk blijven.

## Invariantentheorie
Hilbert had zijn proefschrift aan de invariantentheorie gewijd, en dat bleef zijn belangrijkste onderzoeksdomein tot 1893. Zijn voorgangers van Arthur Cayley tot Paul Gordan hadden de "symbolische methode" ontwikkeld om alle invarianten te construeren. In de weinige bijzondere gevallen waar de berekening tot het einde kon uitgevoerd worden, hadden ze vastgesteld dat alle invarianten kunnen uitgedrukt worden als veeltermen in een eindig aantal van die invarianten, maar het was Hilbert die er een algemeen bewijs voor gaf. Meer bepaald bewees hij:
- de ring der invarianten wordt eindig voortgebracht;
- de veeltermrelaties tussen een stel van {\displaystyle p} fundamentele invarianten vormen een eindig voortgebracht ideaal in de ring der veeltermen in {\displaystyle p} veranderlijken.

Dit laatste resultaat verkreeg hij als corollarium van zijn algemenere stelling uit 1888 die bekend staat als de basisstelling van Hilbert.

## Wiskundige begrippen, stellingen en onderwerpen, genoemd naar David Hilbert
- Hilbertruimte
- Hilbert-matrix
- Hilbert-kromme
- Hilberts hotel
- Programma van Hilbert
- Stelling van Hilbert